# Antepipona barrei
Antepipona barrei är en stekelart som först beskrevs av Rad. 1893.  Antepipona barrei ingår i släktet Antepipona och familjen Eumenidae. Utöver nominatformen finns också underarten A. b. vastifica.